# Pseudione callianassae
Pseudione callianassae là một loài chân đều trong họ Bopyridae. Loài này được Kossmann miêu tả khoa học năm 1881.